# Rock Eisteddfod Challenge
Le Rock Eisteddfod Challenge est un concours de danse et de représentation théâtrale qui se déroulent dans le monde entier depuis 1980 dans le cadre du Global Rock Challenge.